# プロピライト
プロピライト（propylite、変朽安山岩）とは二酸化炭素を含む溶液の作用で変質した安山岩。角閃石や黒雲母の緑泥石・方解石化、斜長石の曹長石・緑簾石化で淡褐緑色を呈するのが特徴。現在は岩石名としては使用されていない。